# Macrofotografia

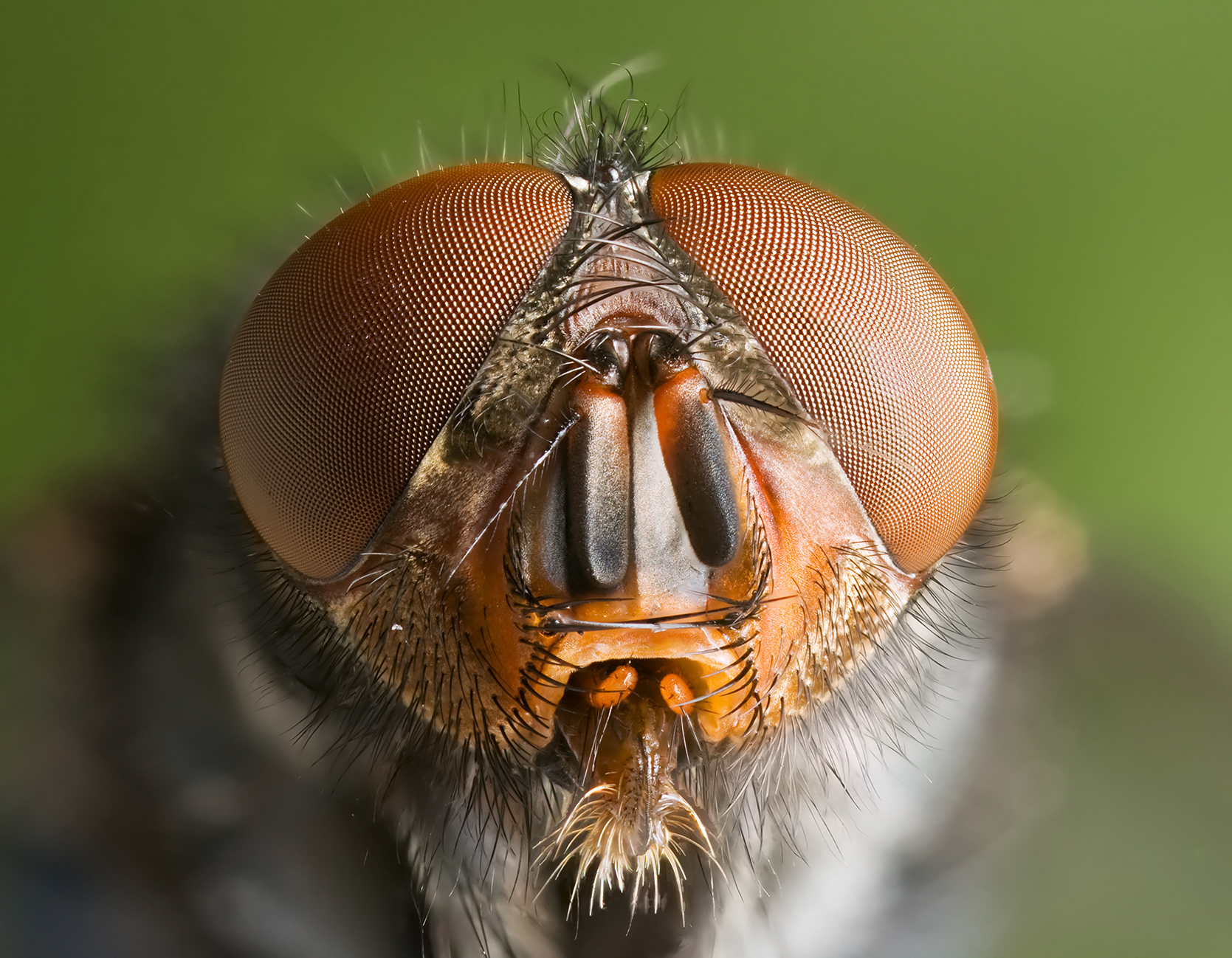
Macrofotografia della testa di una mosca blu (Calliphora vomitoria).

La macrofotografia (dal gr. makrós «lungo, esteso, grande», in composizione makro- come «macroscopico») o foto macro, è un genere fotografico che si avvale di particolari tecniche allo scopo di ottenere, tramite forti rapporti di ingrandimento, immagini di soggetti molto piccoli ripresi da vicino, che appaiono con dimensioni molto maggiori di quelle reali (dimensioni macroscopiche).

## Definizioni
Per definizione, si tratta di macrofotografia quando il rapporto di riproduzione del soggetto è pari o superiore ad 1 (≥ 1:1), cioè quando le dimensioni dell'immagine su pellicola o sensore sono almeno le medesime del soggetto su scala reale. Tale definizione ha anche un riscontro pratico, consistente nella profonda differenza che le fotografie con queste caratteristiche possiedono in termini di tecnica e di postproduzione rispetto a fotografie con rapporti inferiori a 1:1.
Una seconda definizione (che porta allo stesso risultato) identificherebbe invece la macrofotografia come la foto in cui il soggetto si trova ad una distanza inferiore almeno 2 volte la lunghezza focale dell'obiettivo in uso.
Una terza definizione, ma non si tratta di un concetto universalmente accettato, è che nella fotografia digitale, essendo il sensore anche molto piccolo, si può fare riferimento al rapporto tra il soggetto e la sua stampa in dimensioni 10x15 cm.

## Tecnica

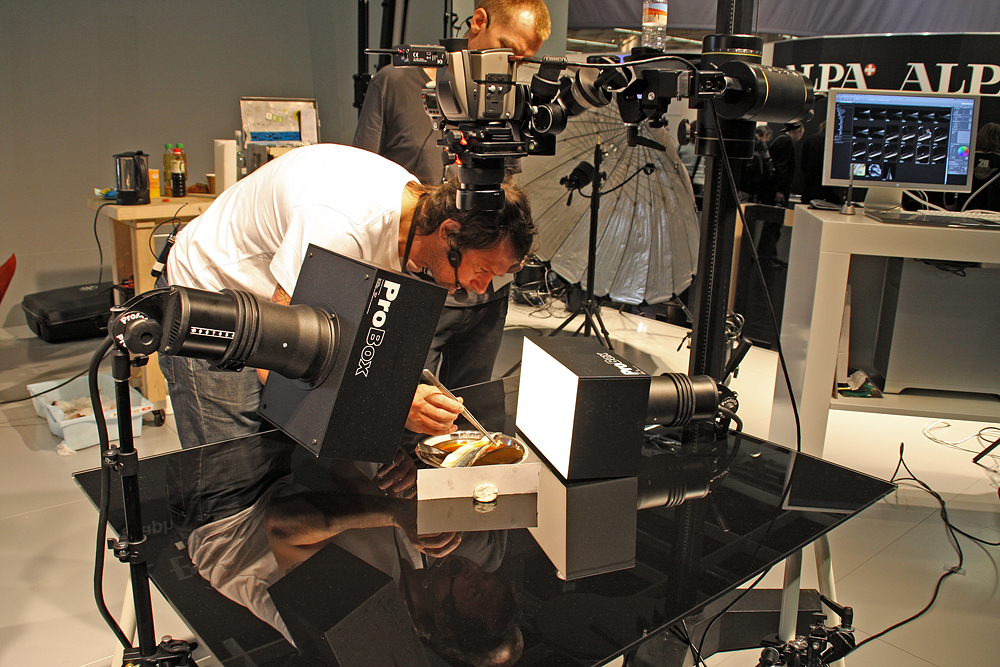
Esempio di un macro-studio professionale usato da un fotografo di cibo

La tipica tecnica per ottenere questo tipo di immagini, consiste nell'utilizzo di obiettivi macro appositamente progettati, oppure di tubi di prolunga da inserire tra la fotocamera e l'obiettivo intercambiabile, possibilmente con capacità e caratteristiche adeguate per le riprese macro.
Nel caso di fotocamere compatte, si possono utilizzare solamente appositi "aggiuntivi" esterni, fissati anteriormente all'obiettivo non intercambiabile. Dove possibile, si può anche utilizzare come aggiuntivo un obiettivo montato al contrario, fissato mediante un particolare adattatore maschio/maschio; questo metodo, chiamato comunemente "inversione dell'ottica", permette di sfruttare il percorso dei raggi luminosi per cui le lenti sono state progettate, lasciando quindi inalterata la qualità dell'immagine. Si possono utilizzare anche lenti addizionali aggiuntive; si tratta di una soluzione più economica, utile più per foto ravvicinate che macro, e che nei casi più economici comporta o può comportare una riduzione della qualità ottica dell'insieme, che diventa evidente al crescere degli ingrandimenti. Tuttavia, esistono anche delle lenti-macro costituite da un ottimo doppietto acromatico con costi molto maggiori e relativi risultati eccellenti.
L'utilizzo del flash nel caso di soggetti particolarmente vicini alle lenti richiede l'utilizzo di tecniche particolari, sia per permettere di raggiungere il soggetto con la luce (lo stesso risulta "nascosto"  dall'obiettivo), sia per ottenere una illuminazione uniforme dello stesso. Si utilizzano normalmente dei diffusori o delle "guide di luce" applicati direttamente al flash che possono essere montati su dei distanziatori per evitare che l'ombra dell'obiettivo cada sul soggetto. Esistono anche dei flash anulari specifici per la macrofotografia, che possono essere a scarica o a luce continua (LED), che posizionati attorno alla lente consentono di illuminare il soggetto anche se molto vicino alla lente stessa.

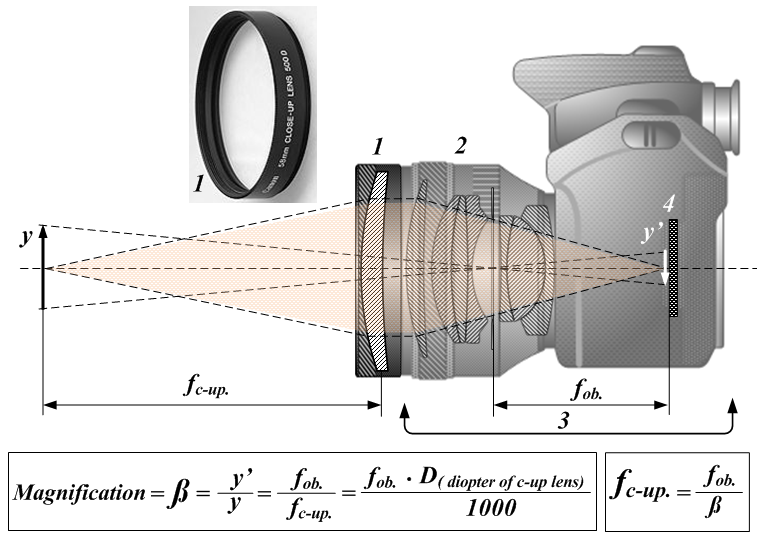
Schema ottico di macrofotografia con lenti addizionali (Lenti close-up).
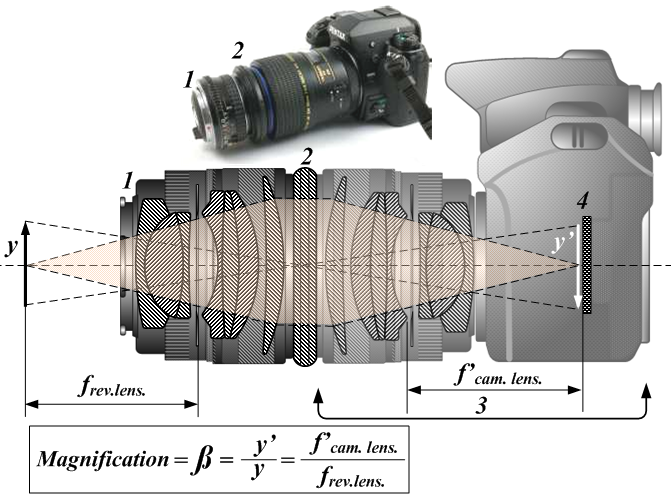
Schema ottico di macrofotografia con lenti invertite (Reversed lens).
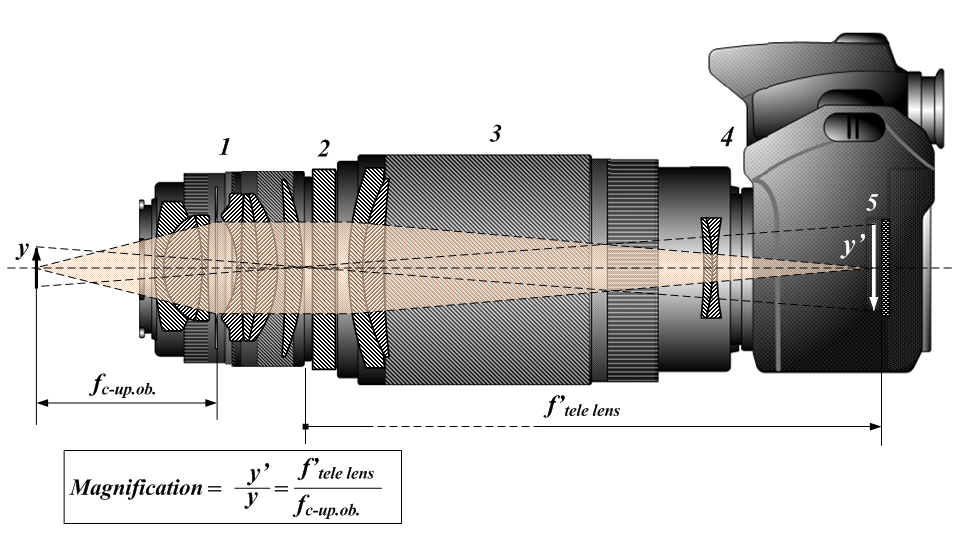
Schema ottico di macrofotografia con lenti invertite e teleobiettivo.
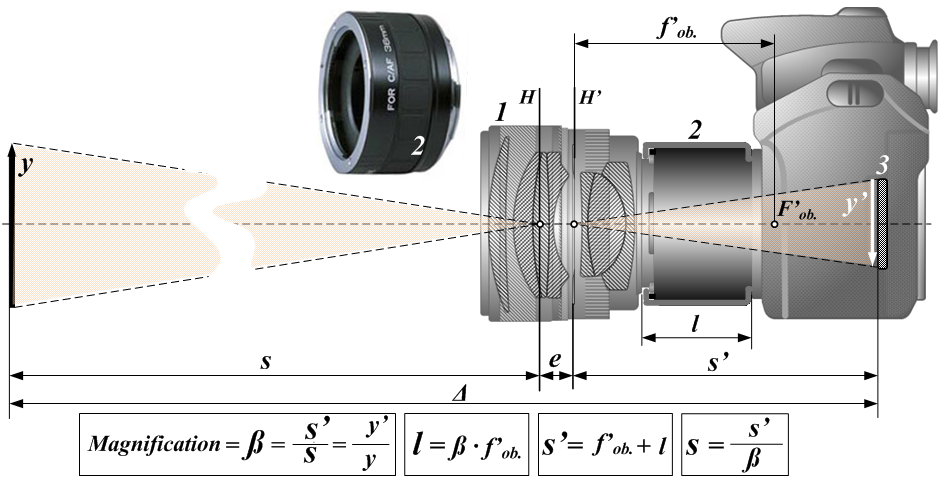
Schema ottico di macrofotografia con tubo di prolunga.

### Profondità di campo

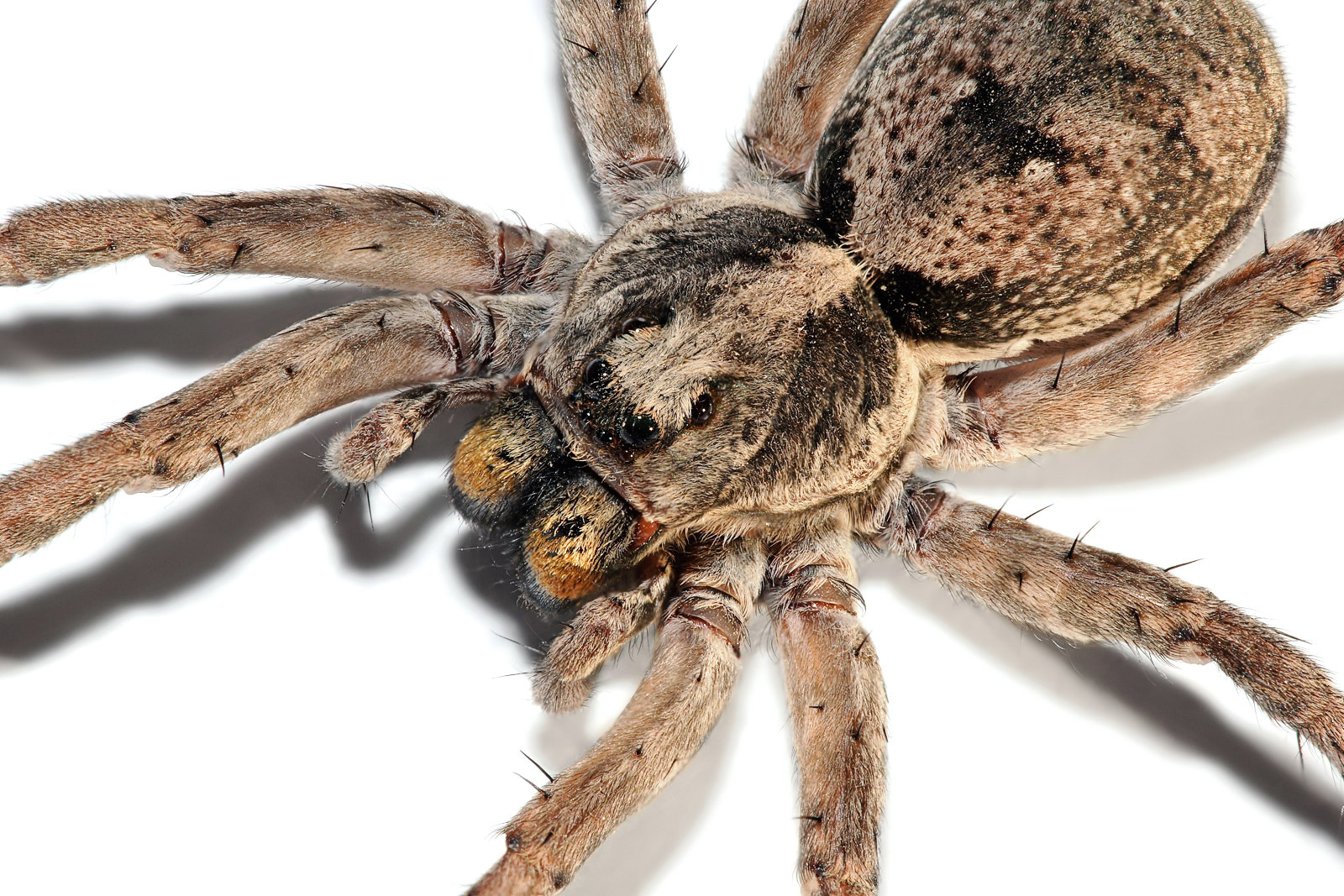
Foto di un ragno lupo (Lycosa tarantula). La profondità di campo è stata aumentata combinando tra loro 8 scatti diversi.

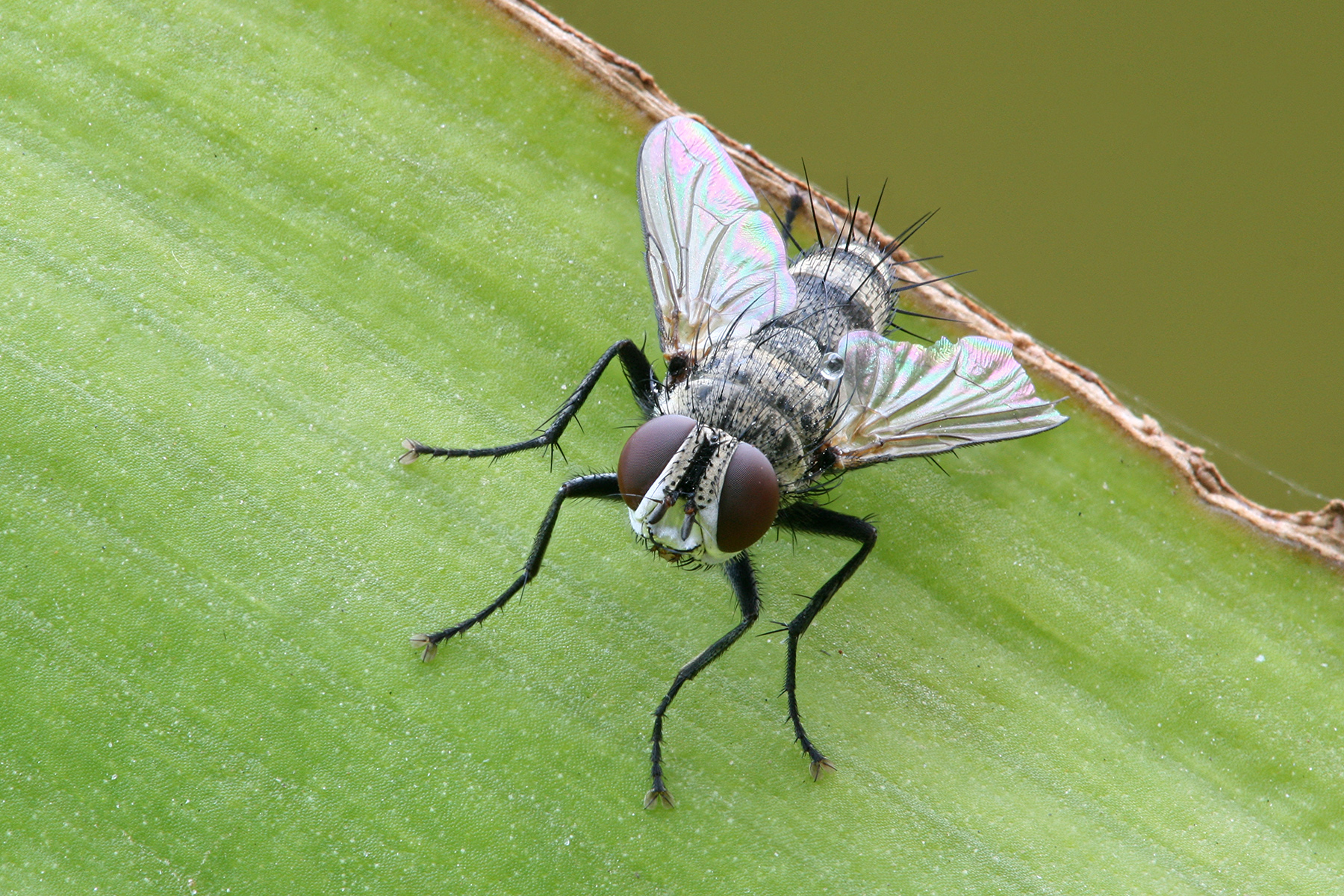
Macrofotografia di una mosca della famiglia delle Tachinidae a Dar es Salaam, in Tanzania. La profondità di campo necessaria per riprendere questo insetto di solo otto millimetri di lunghezza è stata ottenuta combinando tra loro sette immagini.

Il problema principale che si riscontra nella macrofotografia è la ridotta profondità di campo che consente, anche impostando l'obiettivo sulla minima apertura disponibile (numero di F. alto), di avere a fuoco solo una zona ristretta, che comprende soltanto una piccola frazione del soggetto inquadrato. Il problema dipende dal rapporto tra le dimensioni fisiche del soggetto e quelle del sensore (o del tratto di pellicola esposta); quindi si accentua all'aumentare dell'ingrandimento ottenuto. Inoltre la zona dove si estende la profondità di campo disponibile è parallela al piano pellicola, quindi fotografando un soggetto non parallelo allo stesso risulterà nitida un'area ancora minore.
Grazie ai movimenti di decentramento e basculaggio dei banchi ottici o dei soffietti per macrofotografia da interporre tra corpo e obiettivo, è possibile recuperare della profondità di campo soprattutto nel caso di sensori di grande formato, riallineando il soggetto con il piano focale.
In digitale è possibile utilizzare la tecnica Focus Stacking  (letteralmente "impilatura (di immagini) a fuoco"), che richiede dei programmi dedicati che "fondono" le parti nitide di più immagini scattate mettendo a fuoco piani diversi, permettendo così di ovviare al problema; questo sistema peraltro può essere utilizzato anche combinando manualmente le parti a fuoco di diversi scatti con un software per fotoritocco.
Se le fotografie provengono da soggetti immobili e sono state realizzate in studio, è possibile avere più scatti utilizzabili per l'elaborazione. Quando si tratta di foto naturalistiche realizzate sul campo senza cavalletto, con soggetti imprevedibili come ad esempio gli insetti alati, lo scatto è più problematico; esistono però fotocamere digitali che permettono di acquisire in una veloce sequenza varie immagini a fuoco progressivamente sfalsato (tecnica del Focus Stacking), o addirittura anche di generare automaticamente l’immagine finale a fuoco eseguendo tutta l'elaborazione internamente al corpo macchina: dato che in entrambi i casi la sequenza di scatto delle immagini di partenza è estremamente veloce, questa può essere una soluzione per molti casi di questo genere di macrofotografia.

### Macrofotografia a scansione
La complicata tecnica della macrofotografia a scansione consiste nel muovere il soggetto a velocità costante, facendolo così percorrere da una sottile lama di luce che si trova alla distanza a cui è regolato il fuoco di una fotocamera mantenuta con l'otturatore aperto. Questa tecnica consente di avere una profondità di campo virtualmente infinita; per contro, le immagini così ottenute presentano alcune aberrazioni prospettiche, ma consentono la realizzazione di immagini di alta valenza scientifica.

## Macrofotografia digitale

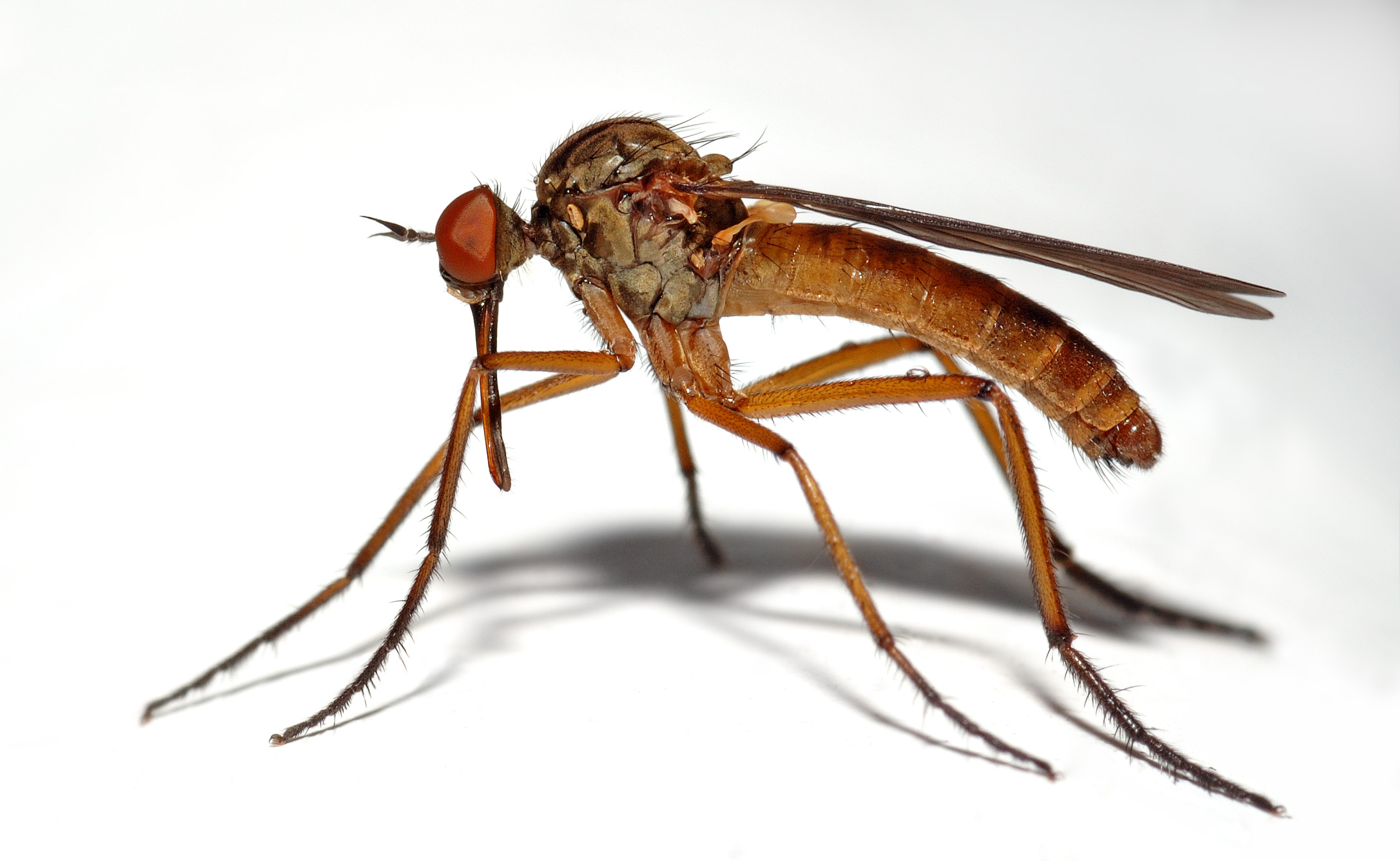
Macrofotografia digitale di un esemplare di Empis livida di circa 1 cm

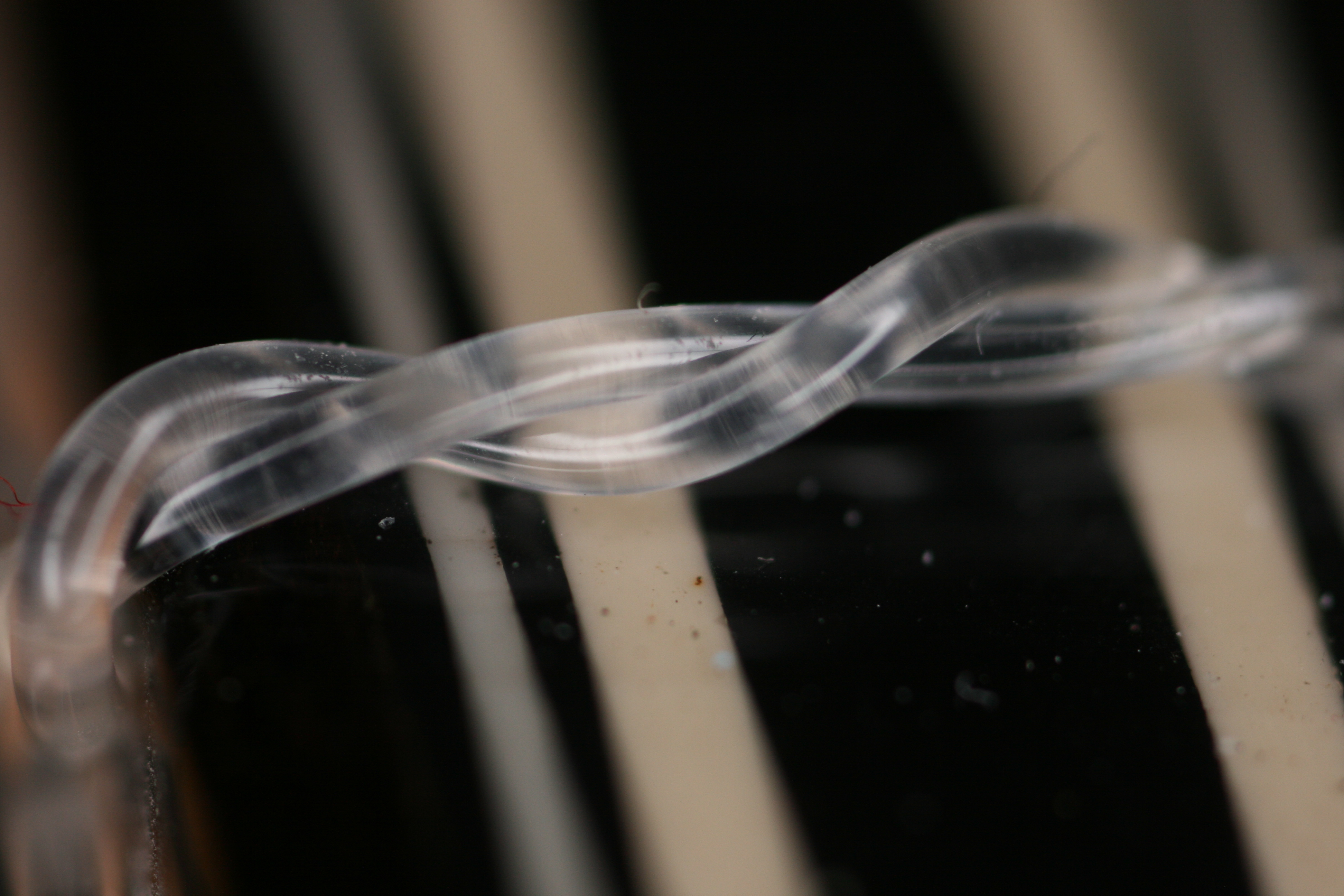
Macrofotografia di una corda di chitarra

Le fotocamere col sensore più piccolo (tipicamente 1/6 del formato pieno), permettono una maggiore profondità di campo, e se utilizzate con ottiche aggiuntive di qualità, spesso arrivano ad ottenere ottimi risultati con 1/4 del peso, di ingombro e anche di prezzo. Tali macchine devono avere come requisito minimale la possibilità di fissaggio meccanico per l'aggiuntivo (filettato o a baionetta) e la presenza del programma manuale. L'obiettivo, se usato senza aggiuntivo, deve permettere la messa a fuoco ad una distanza molto ravvicinata per ottenere rapporti di riproduzione superiori ad 1:1. Nel caso di utilizzo di aggiuntivi, la distanza necessaria per ottenere un adeguato fattore di riproduzione dipenderà dalle caratteristiche ottiche dello stesso. Esistono in commercio aggiuntivi che, consentendo di focalizzare ad una distanza adeguata, permettono l'esecuzione di foto naturalistiche senza alterare il naturale comportamento del soggetto.